# 結城政勝
結城 政勝（ゆうき まさかつ）は、戦国時代の武将・戦国大名。下総結城氏第16代当主。左衛門督。はじめ政直か。

## 生涯
文亀3年（1503年）、第15代当主・結城政朝の子として誕生。母は尊姫（玉隣慶珎）（宇都宮正綱の娘）
大永7年（1527年）、父・政朝が隠居し、家督を継いだ。同時期、結城氏当主とみられる「政直」という人物が活動している。『結城市史』は、政勝は最初に政直と名乗ったと推定している。
家督相続後は父同様、積極的な領土拡大政策を行った。佐竹氏や小田氏、下野宇都宮氏とたびたび抗争した。天文8年（1539年）、那須政資・高資父子の内紛では、小山高朝、結城晴綱と共に高資を支持して、佐竹義篤・小田政治・宇都宮尚綱と戦っている。ただしこれらの事跡は隠居した政朝によるものといわれており、天文16年（1547年）に父・政朝が死去すると、宇都宮尚綱の侵攻を受けているが、撃退している。
天文17年（1548年）3月、子の明朝が死去した。息子の死を受けたためか、有髪のまま出家し、大雲藤長と号した。この後、自身の木像や仏像を刻んだり、自画像を描くなどした。乗国寺、松源寺、藤長寺、大雲寺など多くの寺院に政勝の作品が残っている。
水谷正村に嫁した政勝の娘・小藤姫も、女子を出産した直後に死亡した。後継として、弟・小山高朝の次男・晴朝を養子に迎えている。
同年（天文17年）8月8日、多賀谷重政（朝経）・政経父子が、それまでの敵対関係を転換し、再び結城氏の旗下に属した。
弘治元年（1555年）、政勝は、伊勢神宮への参詣の帰路、小田原城で北条氏康と面会している。このとき、氏康に対して、対立していた小田氏攻撃に際しての加勢を要請した。弘治2年（1556年）4月、北条氏の援軍や足利義氏の命を受けた諸将と共に小田氏治を破り、小田城を落とした（海老島合戦）。この合戦で政勝は小田領の多くを獲得したが、援軍が引き上げた同年8月には氏治は小田城に戻り、小田領の多くは小田氏の支配に戻った。
晩年は病気がちだったらしく、弘治2年（1556年）3月付の北条綱成が政勝に宛てた書状にその旨が書かれている。

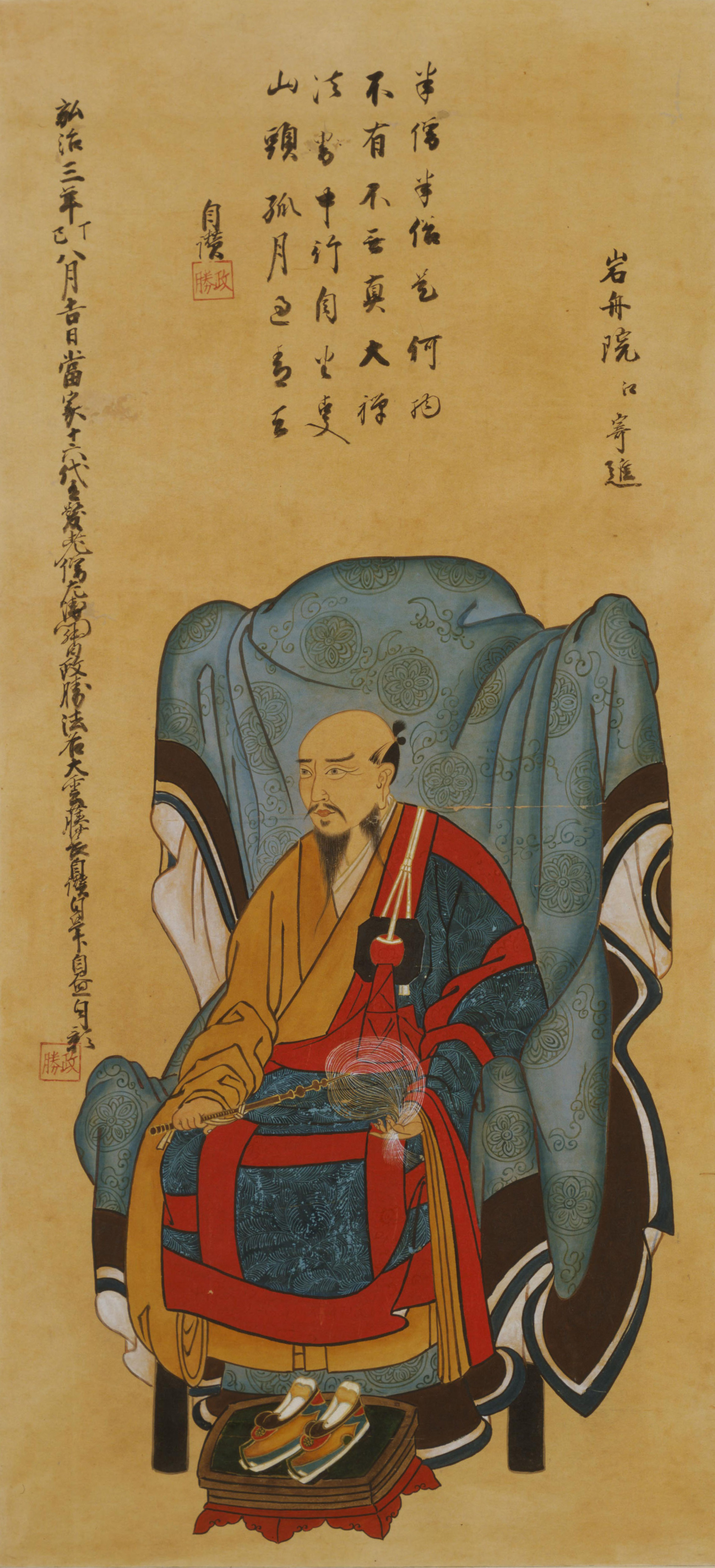
「弘治三年_{丁巳}八月吉日當家十六代有髪老僧左衛門督政勝法名大雲藤長自讃自筆自畫自影（朱印）」
伯爵松平直之氏旧蔵

永禄2年（1559年）8月1日、死去（乗国寺の宝篋印塔には8月7日とある）。56歳。大雲藤長。墓所は乗国寺。
養子・晴朝が家督を継いだ。

## 「結城氏新法度」
政勝の最大の功績は、領土拡大よりも、有名な分国法である『結城氏新法度』を制定したことにあった。弘治2年（1556年）に定められたこの法は、飲食や衣類にまで及ぶ具体的な規定や、喧嘩口論に関する罰則などが定められた斬新的なものであったと言われている。

## 『結城家之記』
政勝は『結城家之記』を著した。同書では、結城氏の祖・結城朝光を源頼朝の子としている。のち、政勝の養子・晴朝は、同書を再筆写して高橋神社に奉納した。

## 松源寺
松源寺は、結城朝祐（法名：松源寺殿寂円月堂）の菩提のために建立されたと考えられている。政勝は、自作の木造を同寺に安置した。政勝のことを後松源寺殿ともいう。

## 系譜
○出典：『結城市史』
- 父：結城政朝
- 母：尊姫（玉隣慶珎） - 宇都宮正綱の娘[23]
- 妻：昌林慶久 - 水谷勝吉の娘[23]。永禄4年（1561年）5月11日、死去[16]
- 子
  - 結城明朝
  - 小藤姫 - 水谷正村室
- 養子
  - 結城晴朝 - 小山高朝の三男